# جولبة العليا (إب)

تعديل مصدري - تعديل

جولبة العليا هي إحدى قرى عزلة الحوج القبلي بمديرية إب التابعة لمحافظة إب، بلغ تعداد سكانها 81 نسمة حسب تعداد اليمن لعام 2004.